# Aposematismo

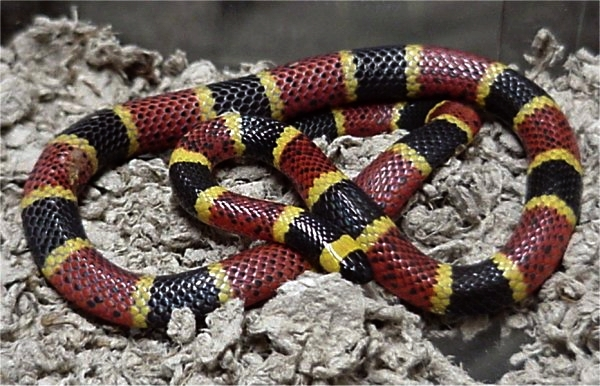
Una serpiente de coral (Micrurus tener), cuyos colores (rojo, amarillo y negro) avisan que es venenosa.

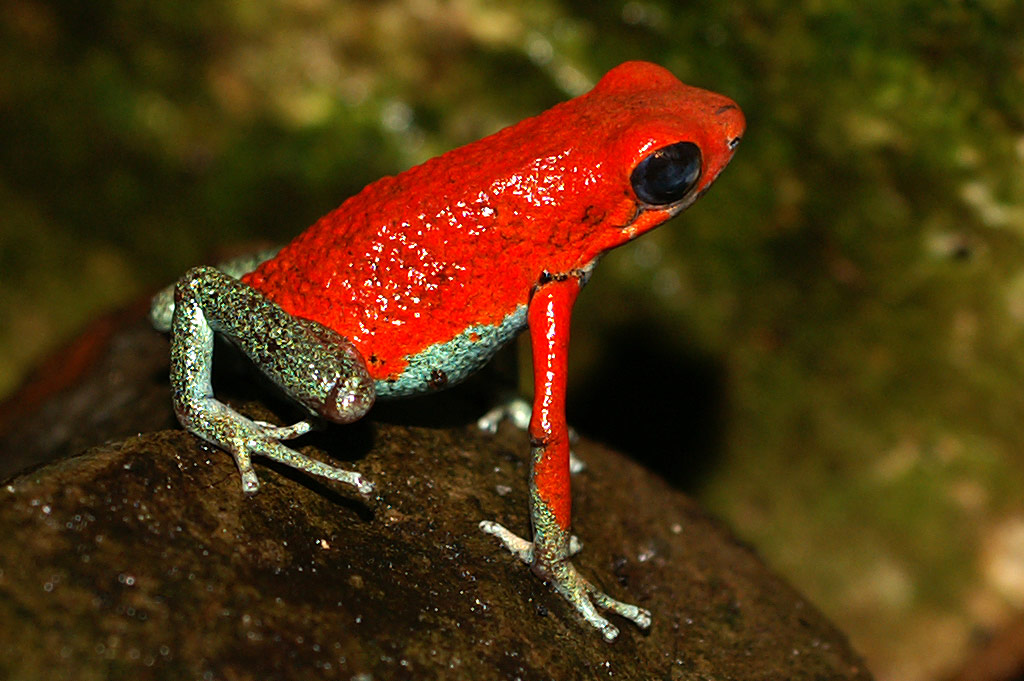
Los colores brillantes de esta rana venenosa (Oophaga granulifera) advierten a los depredadores de su toxicidad.

El aposematismo (del griego ἀπό- "lejos o aparte", y σῆμα "señal")  es un fenómeno que consiste en que algunos organismos presenten rasgos llamativos a los sentidos, destinados a alejar a sus depredadores. Es muy frecuente en la naturaleza.
La palabra se compone de dos raíces griegas: apo, que significa lejos; y sema, que significa señal, lo que puede traducirse como uso de "señales de advertencia". El aposematismo es en un sentido la antítesis de la cripsis o camuflaje, y es diferente de la atracción, un fenómeno tan común como el anterior. Entre los animales es frecuente el aposematismo en especies dotadas de medios defensivos potentes, tales como aguijones o colmillos venenosos, o un sabor desagradable.

## Aposematismo en plantas
El aposematismo se consideraba muy raro en las plantas hasta 2001. Cuando la planta sabe muy mal o posee espinas u otras defensas le conviene llamar la atención para facilitar a un eventual consumidor el recuerdo de una mala experiencia.
En las plantas el carácter llamativo suele tener por objeto atraer a animales con los que existe una relación de mutualismo, relacionada con la polinización o con la dispersión de propágulos, tales como semillas o esporas o en el caso de las plantas carnívoras, que utilizan colores llamativos para atraer a sus presas y de esta forma complementar la carencia de nutrientes en el suelo donde se encuentran. El fenómeno en estos casos es el de la atracción, el fenómeno opuesto al aposematismo.

## Aposematismo en animales

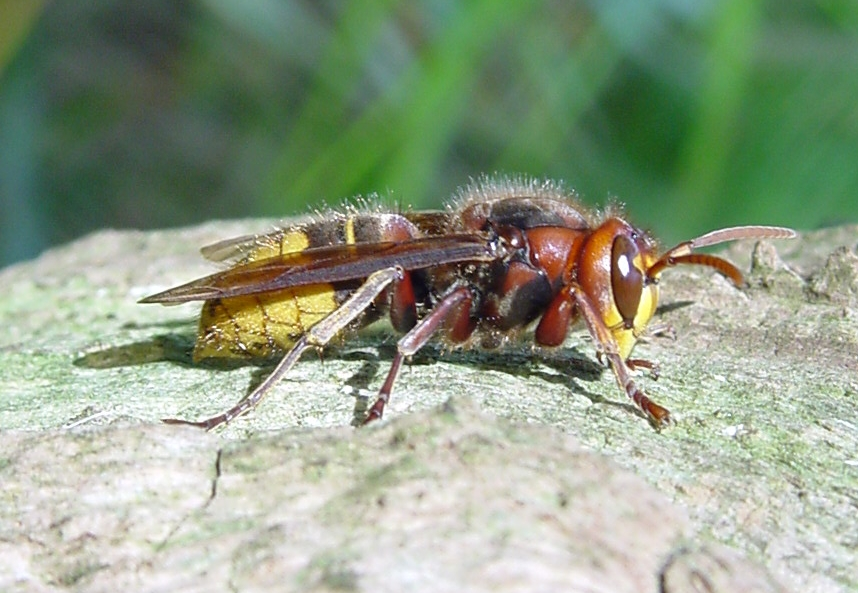
Avispón (Vespa crabro) con poderoso veneno y colores aposemáticos.

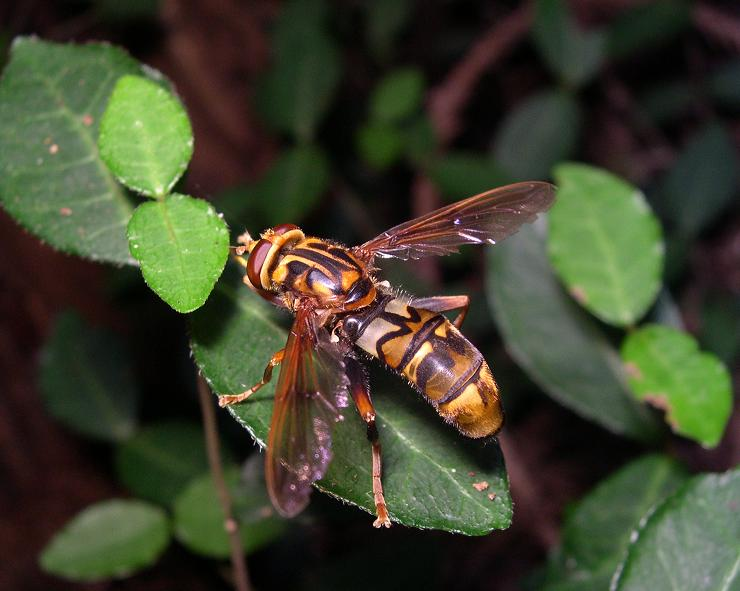
Milesia undulata, una mosca de las flores inofensiva que mimetiza a las avispas.

En los animales el aposematismo es casi siempre defensivo, buscando el reconocimiento como peligrosos por posibles depredadores. El ejemplo más inmediato lo ofrecen las avispas o las mofetas o zorrinos, que con sus colores llamativos avisan de la inconveniencia de aproximárseles. No siempre las señales son visuales: están las serpientes de cascabel, con su distintivo aviso sonoro. Para que las señales sean efectivas debe haber un conocimiento de su significado por el posible atacante, conocimiento que llega efectivamente en forma de respuesta instintiva (heredada), o de reacción de evitación aprendida tras una mala experiencia.
En los animales, el mimetismo acompaña frecuentemente al aposematismo, implicando a los distintos miembros de un círculo de mimetismo de tipo batesiano o de tipo mülleriano. En el mimetismo mülleriano, varias especies —a veces poco emparentadas— comparten un mismo rasgo evitable, como el veneno, y un mismo aspecto llamativo, lo que facilita el aprendizaje de esa asociación de rasgos por el eventual enemigo. En el mimetismo batesiano especies inofensivas "adoptan" el aspecto de otra peligrosa, ganando así cierta ventaja defensiva. Un buen ejemplo lo ofrecen las moscas de las familias Syrphidae y Bombyliidae, frecuentadoras de las flores, sobre las que son confundidas fácilmente con avispas o abejas; o también las serpientes inofensivas que se asemejan a las de coral.
La atracción, una forma opuesta al aposematismo, es menos común en animales que en plantas. Algunos animales presentan rasgos que les sirven para atraer a sus presas, como ciertos peces abisales que agitan delante de su boca señuelos luminosos, o las tortugas caimán (Macrochelys temminckii), que mueven la lengua con su boca abierta, lo que les permite atrapar peces que la confunden con un gusano. Más raro aún es que un animal busque activamente ser devorado por otro, como ocurre en parásitos del género Leucochloridium, tremátodos que atraen a las aves hacia los caracoles que tienen por huéspedes intermedios, logrando así infestarlos. Los túrdidos, especializados en capturar caracoles, son atraídos por los destellos en los tentáculos, producidos por los parásitos.

## Color aposemático
La coloración aposemática consiste en que los organismos desplieguen colores de peligro para comunicar a los depredadores que son tóxicos o venenosos y evitar el ataque, generalmente tienen colores llamativos y es común en ranas e insectos. Los colores más comunes en estos organismos son rojo, amarillo y naranja.